# 아트리
아트리(이탈리아어: Atri)는 이탈리아 아브루초주 테라모도에 위치한 코무네다. 라틴어 명칭으로는 아드리아, 아트리아, 하드리아, 하트리아(Adria, Atria, Hadria, Hatria)라고도 한다.

## 역사
과거의 아드리아는 아드리아해로부터 10 km 떨어진 보마누스강(보마노강)과 마트리누스강(피옴바강) 사이에 있는 피케눔의 도시였다. 안토니네 여행기에 따르면 이곳은 카스트룸 노붐으로부터 15 로마 마일(1마일당 약 1, 480 m) 거리였고 테아테(Teate, 오늘날의 키에티)에서는 14 로마 마일이였다. 이곳은 에트루리아인을 기원으로 하며, 베네토주에 있는 오늘날의 아드리아는 이 도시에서 이름을 기념해 붙은 식민지인것으로 확실시하게 추정되고 있지만, 그 당시에 프라이투티이족의 영역에 속해있어서 사실에 근거로 한 역사적인 증거는 없다.
도시는 에이나 출신의 그리스인들에 의해 세워졌고 기원전 4세기 시라쿠사의 지배자 디오니시우스 1세(Dionysius I)에 의해 재건되었다.
아드리아의 첫 역사적 언급은 기원전 282년에 이곳에 로마의 식민지가 건설되면서 언급된다. 초기 제2차 포에니 전쟁 당시에 이 지역 일때는 한니발에 의해 심각한 피해를 입었지만 이 재앙속에도 불구하고, 기원전 209년에 로마에게 인력과 재화를 제공한 충성스러운 18개의 라틴 식민지 중 하나였다. Liber de Coloniis에 따르면, 나중에 이곳은 아마도 아우구스투스 시기에 새로운 식민지가 세워진것으로 추정된다. 이러한 이유로 대 플리니우스와 그 책에 적인 글에서 "Colonia"라는 단어로 칭해졌다.

## 자매 도시
- 이탈리아 콘베르사노
- 이탈리아 나르도